# فقه امامیه
فقه امامیه یکی از مذاهب فقهی در اسلام است. این مذهب از آن رو که پیروان آن از شیعیان دوازده‌امامی‌اند به فقه شیعه و از آن رو که بسیار به گفته‌های منسوب به جعفر صادق، امام ششم شیعیان، وابسته است به فقه جعفری نیز مشهور است.
شیعه، گرایشی خاص در اسلام بر اساس یک رشته نظرات و تحلیلات کلامی و تاریخی است. حدیث ثقلین که توسط محدثین شیعه و سنی از پیامبر اسلام روایت شده و برخی دیگر از روایات از پیامبر اسلام ریشهٔ اصلی این گرایش را تشکیل داد و استدلالات کلامی و فلسفی و تاریخی آن را بعداً تقویت کرد. مکتب شیعه نظراتش در زمینه‌های مذهبی را اکثراً از رهنمودهای بزرگان و ائمه اهل بیت پیامبر الهام گرفته‌است. اختلاف اصلی دو مکتب فقهی سنی و شیعی در تلقی آن‌ها در خصوص سنت نبوی و منابع فقه است. حدیث نبوی را اهل سنت از صحابهٔ او و شیعه از خاندان وی به دست آورده‌اند. مذاهب فقهی اهل سنت پیرو نظرات فقهی چند نفر از فقهای مدینه و عراق هستند، ولی مذاهب فقهی شیعی تابع نظرات امامان اهل بیت‌اند. مکتب شیعی دوازده امامی که عمده‌ترین نحله شیعی در حال حاضر است از نظرات امامان دوازده‌گانهٔ خود به خصوص امام ششم ابو عبدالله جعفر بن محمد الصادق دنباله روی می‌کند و زین رو به آن جعفری گفته می‌شود.
منابع فقه شیعه عبارتند از کتاب (قرآن)، سنت (احادیث)، اجماع و عقل. در مقابل اهل سنت منابع زیر را استفاده می‌کنند: قرآن، سنت، اجماع و قیاس.
منبع دوم، یعنی سنت (حدیث) در مجموعه‌هایی جمع‌آوری شده و مشهورترین آن‌ها کتب اربعه نام دارند و عبارتند از:
1. کتاب الکافی، از شیخ کلینی (متوفی ۳۲۹)؛
2. کتاب من لا یحضره الفقیه، از شیخ صدوق (م ۳۸۱)
3. تهذیب الاحکام، از شیخ طوسی (م ۴۶۰)؛
4. الاستبصار، از شیخ طوسی (م ۴۶۰)؛

## اصولی و اخباری
امامیه به دو مکتب «اصولی» و «اَخباری‌» تقسیم می‌شود. اخباریان در بدست آوردن احکام عملی به اخبار و حدیث اکتفا یا تکیه می‌کنند. در مقابل، اصولیان که در این زمینه از روش‌های استنباط اجتهادی (اصول فقه) نیز کمک می‌گیرند. این‌گونه تقابل در روش فقهی از سده‌های نخستین نیز وجود داشته‌است اما به عنوان دو مکتب در سده‌های اخیر تاحدودی مرزبندی شدند.
این تقابل روش و نگرش در همه نحله‌های فقهی و کلامی اسلامی وجود داشته‌است که در مذهب اهل سنت به عنوان مکتب اهل حدیث (فقهای حجاز) در مقابل مکتب عقل یا قیاس یا اصحاب رأی (فقهای عراق) قرار می‌گیرند؛ که در اندیشه کلامی اهل سنت نیز به صورت مکتب اشعری (تکیه بر منقولات کلامی و ظاهر حدیث) در مقابل مکتب معتزلی (تکیه بر کلام استدلالی) جلوه گر می‌باشد. هرچند که در مذهب شیعه این تقابل بیشتر در روش فقهی به چشم می‌خورد تا اندیشه کلامی.
جدایی این دو مکتب به دوران پس از غیبت کبری بازمی‌گردد. تا پیش از آن شیعیان مسائل شرعی خود را به‌طور مستقیم از امام معصوم خود دریافت می‌کردند و احتیاجی به اجتهاد و استنباط نداشتند ولی پس از آن ناچار شدند تا خود مسائل مذهبی را دریابند. برای این کار گروهی علم اصول فقه را، به عنوان روش استنباط احکام شرعی، که نزد اهل سنت تکامل یافته بود، پذیرفتند و به اصولی معروف شدند و گروهی دیگر که آن را قبول نداشتند به اخباری معروف شدند.
از مهم‌ترین تفاوت‌های اصولیون و اخباریون، به جز اختلاف در مورد اعتبار اصول فقه، می‌توان به این موارد اشاره کرد:
- اصولیون عقل را به‌طور مستقل برای اخذ احکام دینی معتبر می‌دانند، ولی اخباریون آن را به استقلال و بدون منابع وحیانی برای اخذ احکام دینی معتبر نمی‌دانند.
- اصولیون منابع دریافت احکام را به قرآن، سنت، اجماع و عقل تقسیم می‌کنند ولی اخباریون فقط قرآن و سنت را دلیل می‌دانند.
- از نظر اصولیون تفسیر قرآن حجت است، ولی اخباریون فقط تفسیرهای روایت شده از اهل بیت را حجت می‌دانند.
- اخباریون کتب چهارگانه حدیثی شیعه (اصول کافی، تهذیب، استبصار و من لایحضره الفقیه) را قطعی‌الصدور دانسته و اکثر احادیث آن را معتبر می‌دانند، در نتیجه به علم رجال تنها به مقدار واردشده و مورد توصیه اهل بیت اکتفا می‌کنند، ولی اصولیون برای تشخیص اعتبار احادیث علم رجال (گاهی برگرفته از رجال اهل سنت) را لازم می‌دانند.
- اصولیون مقام فتوادهی و فهم احادیث را برای مجتهد جامع‌الشرائط منحصر می‌دانند ولی اخباریون شناخت اهل بیت را برای این امر کافی می‌دانند.
- اصولیون اجتهاد را واجب کفایی یا عینی می‌دانند ولی اخباریون آن را حرام می‌دانند.
- اصولیون در جایی که رسیدن به علم ممکن نباشد، ظن مجتهد را حجت می‌دانند؛ ولی اخباریون معتقدند تفاوتی بین ظن مجتهد و غیرمجتهد نیست و باید به علم قطعی رسید.
- اصولیون اصل اباحه (فرض جایز بودن هر کاری تا زمانی که دلیلی بر ممنوعیت آن نباشد) را حجت می‌دانند ولی اخباریون نه.
- اخباریون خبر واحد (حدیثی که به تواتر نرسیده) را حجت نمی‌دانند ولی بیشتر اصولیون آن را حجت می‌دانند.
- اصولیون احادیث را به پنج دسته تقسیم می‌کنند اما اخباریان به دو دسته: صحیح و ضعیف.

البته لازم است ذکر شود که بعضی از اخباریان قائل به صحت یا ضعف حدیث نبوده و تمام احادیث و عمل به آنان را صحیح و درست می‌دانند حتی اگر این احادیث در کتب نا معلوم باشد.
اخباریان در باب عمل به احادیث متعارض چند گونه عمل می‌کنند بعضی از از آن‌ها قائل به تخییر بوده یعنی به هر کدام از آن‌ها بخواهی عمل می‌توان کرد و بعضی قائل به ترجیح اند که در ابتدا آن را با کتاب خداوند سپس با سنت پیامبر می‌سنجند در مرحله بعد به روایتی عمل می‌کنند که مخالف عامه باشد و در مرحله آخر به راویتی که بیشتر مورد اعتماد باشد عمل می‌نمایند. معمولاً کسانی که اهل تخییرند قائل به صحت تمام احادیث هستند و کسانی که قائل به ترجیح‌اند احادیث را به صحیح و ضعیف تقسیم‌بندی می‌کنند. در ضمن باید گفت که هر دو نوع اعتقاد از روایات برخاسته است.
اصولیون در بین مذاهب چهارگانه اهل سنت شباهت بیشتری به شافعیان دارند.
مکتب اخباری بیشترین نفوذ را در دوره صفوی با دیدگاه‌های فقهایی چون محمدامین استرآبادی و یوسف بحرانی به دست آورد اما در دوره قاجار جریان اخباری به‌شدت ضعیف شده و مرتضی انصاری برتری کامل اصولیون را بر مکتب اخباری دیکته کرد. اخباریون به‌طور کلی در زمینه مسائل حقوقی مشی آزادی‌گرایانه‌تری از اصولیون دارند، و این تصور که همه علمای اصولی پیشرو و علمای اخباری همگی واپس‌گرایند به کلی بی‌اساس است. اما طبقه فعال سیاسی شیعیان از بین اصولیون است و مبنای مشروعیت رهبری روح‌الله خمینی و حکومت جمهوری اسلامی که به دست او تأسیس شد وابسته به تعالیم مکتب اصولی بود. ابهام زیادی در مورد پیروی از مکاتب اخباری و اصولی در جهان شیعه امروز وجود دارد. برخی منابع تشیع ایرانی را اصولی و تشیع عراقی را اخباری معرفی کنند. برخی منابع دیگر شیعیان ایران و عراق را به‌طور کامل پیرو سیستم مرجعیت دانسته و در نتیجه آن‌ها را اصولی می‌دانند. در این دیدگاه علی سیستانی (بلندپایه‌ترین شخصیت مذهبی عراق) یک مرجع تقلید است و احکام اسلامی از طریق مراجع و مجتهدین تفسیر و به روز شده و این به معنی پیروی از مکتب اصولی است. بر اساس این دیدگاه اخباریون امروزه تنها در بحرین اکثریت دارند و در برخی مناطق دیگر خلیج فارس مثل بصره و خرمشهر هم حضور دارند. هرچند رسوبات فکری دیدگاه‌های اخباری هنوز در میان شیعیان و علمای شیعه چه در ایران و چه در سطح وسیع‌تری در عراق، هند، پاکستان و بحرین باقی مانده‌است. پس از شکست اخباریون مهم‌ترین رقیبی که جریان اصولی تاکنون به خود دیده مکتب شیخیه است که بر پایه آموزه‌های شیخ احمد احسائی و شیخ کاظم رشتی بنیان نهاده شد. در حالی که اختلاف اصولیون و اخباریون در زمینهً «فروع دین» بود شیخیه در «اصول دین» با اصولیون اختلاف نظر داشت. امروزه یک جریان قوی شیخیه در پاکستان به حیات خود ادامه می‌دهد.